# Civrais
Der Civrais ist ein kleiner Fluss in Frankreich, der im Département Allier in der Region Auvergne-Rhône-Alpes verläuft. Er entspringt im östlichen Gemeindegebiet von Cérilly, entwässert generell in nordöstlicher Richtung und mündet nach rund 20 Kilometern im Gemeindegebiet von Pouzy-Mésangy als linker Nebenfluss in die Bieudre.

## Orte am Fluss
(Reihenfolge in Fließrichtung)
- Le Charolais, Gemeinde Cérilly
- Les Dumys, Gemeinde Couleuvre
- Champroux, Gemeinde Pouzy-Mésangy
- Pouzy-Mésangy
- Petit Beaumont, Gemeinde Pouzy-Mésangy